# Virgilio Lilli
Virgilio Lilli (Cosenza, 7 febbraio 1907 – Zurigo, 11 gennaio 1976) è stato un giornalista, scrittore e pittore italiano.

## Biografia
Dopo essersi iscritto alla Facoltà di Ingegneria all'Università di Bologna, interrompe gli studi per poi laurearsi in Giurisprudenza nel 1928 a Milano. Inizia la carriera giornalistica come critico teatrale presso il Resto del Carlino, passando poi alla Tribuna di Roma, da dove però viene allontanato. Ma nel 1934 inizia a lavorare per il Corriere della Sera, inizialmente come critico d'arte e poi come inviato di guerra al fronte.
Nel 1933 entra a far parte di un gruppo di traduttori/adattatori presso lo stabilimento di doppiaggio cinematografico della Metro-Goldwyn-Mayer, in via Maria Cristina 5, con l'incarico di tradurre i dialoghi ed adattarli alla lingua italiana, dove incontra Maria Carolina Antinori, da poco rientrata da Hollywood. Virgilio e Maria Carolina si sposeranno e avranno due figli: Laura e Alberto.
Nel 1945 fonda il Giornale della Sera, di cui diventa il direttore; poi è caporedattore del Tempo di Roma, quindi passa alla Stampa di Torino. Compie diversi viaggi intorno al mondo realizzando straordinari reportage, poi pubblicati in volume. È tra i primi giornalisti occidentali a entrare a Hiroshima devastata dallo scoppio della bomba atomica. Nel 1951 si risposa con Maria Sofia Braun von Stumm, con cui ha una figlia: Marina.
Nel 1961 pubblica Dentro la Cina rossa, un libro in cui rovescia il mito del maoismo. L'Ordine dei giornalisti lo elegge presidente nel 1971, succedendo al fondatore Guido Gonella. 
Dopo la perdita del figlio Alberto nel 1967 inizia a dipingere le sue prime tele, alternando l'attività di pittore a quella di giornalista sino ai suoi ultimi giorni.

## Opere
- Racconti di una guerra, Bompiani, 1941; Sellerio, 1988
- Prima linea, Bompiani, 1944
- Gazzettino, Garzanti, 1947
- Penna vagabonda, SEI, 1953
- Inchiesta su un adulterio, in "Teatro Scenario", giugno 1954, pp. 53-70
- Buon viaggio, penna!, SEI, 1957
- Una donna s'allontana, Mondadori, 1959; La Conchiglia, 2006
- Dentro la Cina rossa, Mondadori, 1961
- Mal di pittura, Martello, 1963
- Il figlio di laboratorio, in "Il Dramma", giugno 1963, n. 321, pp. 9-35
- Un calendario del secolo, Mondadori, 1964
- Penna vagabonda, SEI, 1965
- Microsaggi, Mondadori, 1968
- Il terzo Giappone, Reporter, 1968
- Giorgione, Rizzoli, 1968
- ...e la neve si sciolse, Minerva Italica, 1970
- Viaggio al centro della testa, Bietti, 1970
- Il termometro del cervello, Bietti, 1972
- La quinta stagione , Rusconi, 1974
- Romanzo interno, Rusconi, 1977 (incompiuto)
- Viaggio in Sardegna, Carlo Delfino Editore, 1999

### Sceneggiature
- Frutto acerbo, regia di Carlo Ludovico Bragaglia (1934)
- Inviati speciali, regia di Romolo Marcellini (1943)
- I tabù, regia di Romolo Marcellini (1963) - soggetto

## Premi
- 1975 - Premio Saint-Vincent per il giornalismo: premio speciale "per una vita dedicata al giornalismo".